# Sobieszyn

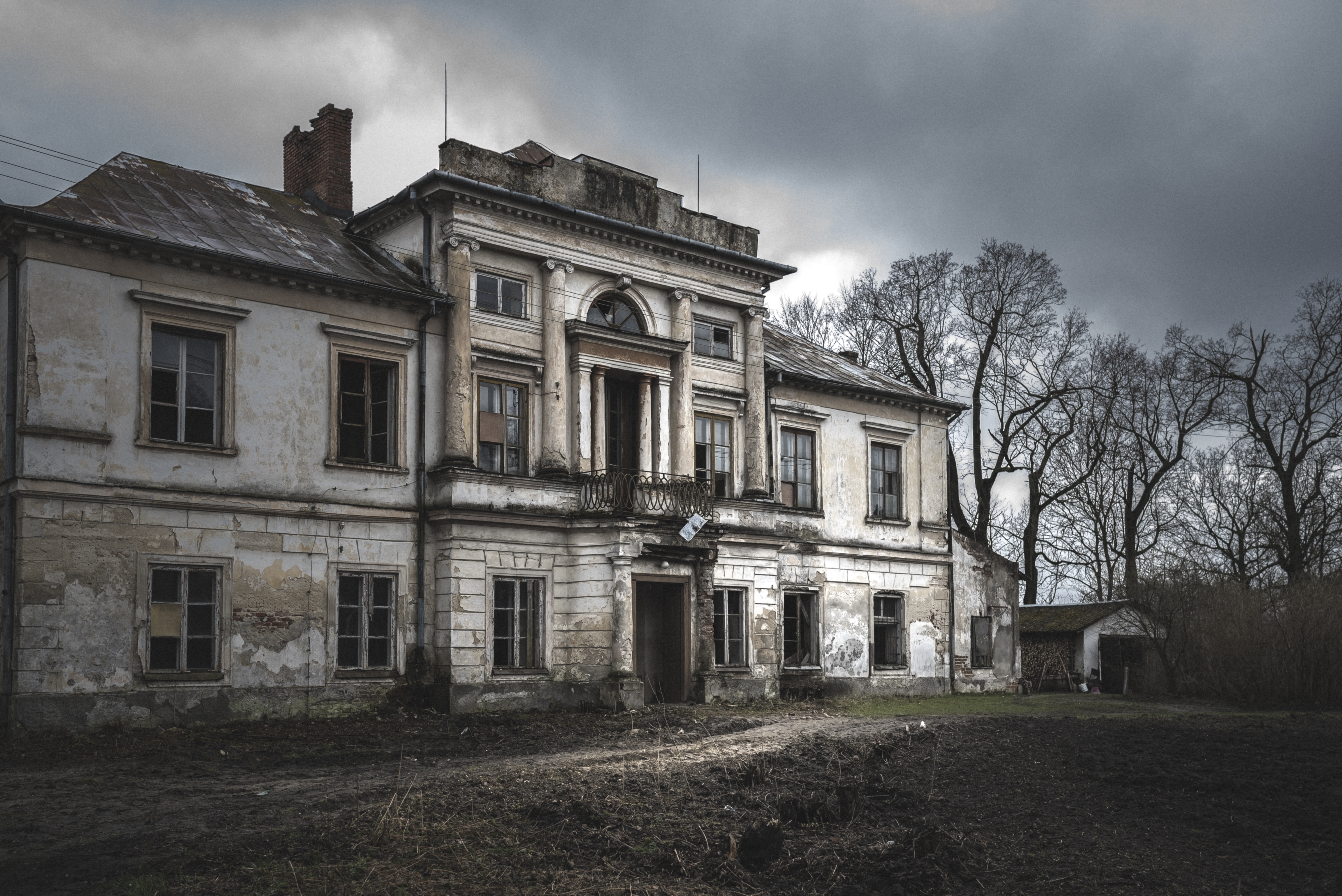
Förfallet 1800-talspalats

Sobieszyn är en by med 756 invånare i Lublins vojvodskap i östra Polen. Sobieszyn är beläget 49 kilometer nordväst om Lublin.